# Bementita
La bementita és un mineral de la classe dels silicats. Rep el seu nom de Clarence Sweet Bement (1843-1923), qui va reunir la millor col·lecció de minerals dels Estats Units durant aquells anys.

## Característiques
La bementita és un fil·losilicat de fórmula química Mn₇Si₆O15(OH)₈. Cristal·litza en el sistema monoclínic. La seva duresa a l'escala de Mohs és 6.
Segons la classificació de Nickel-Strunz, la bementita pertany a «09.EE - Fil·losilicats amb xarxes tetraèdriques de 6-enllaços connectades per xarxes i bandes octaèdriques» juntament amb els següents minerals: brokenhillita, pirosmalita-(Fe), friedelita, pirosmalita-(Mn), mcgillita, nelenita, schal·lerita, palygorskita, tuperssuatsiaïta, yofortierita, windhoekita, falcondoïta, loughlinita, sepiolita, kalifersita, gyrolita, orlymanita, tungusita, reyerita, truscottita, natrosilita, makatita, varennesita, raïta, intersilita, shafranovskita, zakharovita, zeofil·lita, minehil·lita, fedorita, martinita i lalondeïta.

## Formació i jaciments
Va ser descoberta l'any 1887 a la mina Trotter, a Franklin, al Comtat de Sussex (Nova Jersey, Estats Units), on sol trobar-se associada a la wil·lemita i a la calcita.